# バーヴァナー
バーヴァナー（パーリ語: Bhāvanā、サンスクリット語: bhāvana）とは、発達、育成、生産を意味する語句であり、生活における活動という意味合いである。仏教においては実践(Paṭipatti)として重要な概念である。日本では修習と訳される。
bhāvanāという語句は、一般的にcitta-bhāvanā (心の修習)や、mettā-bhāvanā (慈しみの修習)といった形で、他の語句とともに熟語となっている。 

## 仏教において
解脱に向けての具体的な修行内容については、三十七菩提分法として説かれている。
パーリ経典においてbhāvanā は熟語の形で、心・慈といった特定能力の発達のため、長期に個人的な努力を払うといった文脈で登場する。たとえばパーリ経典および構成の経典では、以下の熟語が見いだせる。
- citta-bhāvanā - 「心の発達」、「意思の発達」と訳される。
- kāya-bhāvanā - 「身体の発達」と訳される。
- mettā-bhāvanā - 「慈を修めること」、「慈の発達」と訳される。慈悲の瞑想も参照。
- paññā-bhāvanā, 「知恵の発達」、「理解の発達」と訳される。
- samādhi-bhāvanā - 「集中力の発達」と訳される。

また経典においては、サマタ瞑想-ヴィパッサナー瞑想の発達(bhāvanā)が推奨されている。そのため上座部仏教のテキストでは以下の語句が使われてる。
- samatha-bhāvanā - 静けさの発達を意味する。
- vipassanā-bhāvanā - 洞察力の発達を意味する。

### 抜粋
増支部四集の倶存経では、アーナンダが阿羅漢に達した者たちについて、彼らのたどった過程を述べている。

Idha āvuso bhikkhu samathapubbaṅgamaṃ vipassanaṃ bhāveti. 

Tassa samathapubbaṅgamaṃ vipassanaṃ bhāvayato maggo sañjāyati.

So taṃ maggaṃ āsevati bhāveti bahulīkaroti.

Tassa taṃ maggaṃ āsevato bhāvayato bahulīkaroto saññojanā pahīyanti. Anusayā vyantīhonti.

ある比丘が、サマタの導きにより、ヴィパッサナーを修習する。

サマタの導きによりヴィパッサナーを修習すると、その者に（解脱への）道が生じる。

彼は、その道を実行し、修習し、大きくする。

その道を実行し、修習し、大きくした者は、彼の結は解き放たれ、随眠が滅びる。

Puna ca paraṃ āvuso bhikkhu vipassanāpubbaṅgamaṃ samathaṃ bhāveti, 

tassa vipassanāpubbaṅgamaṃ samathaṃ bhāvayato maggo sañjāyati. 

So taṃ maggaṃ āsevati bhāveti bahulīkaroti. 

Tassa taṃ maggaṃ āsevato bhāvayato bahulīkaroto saññojanā pahīyanti. Anusayā vyantīhonti.

またある比丘が、結された（naddhaṃ）サマタとヴィパッサナーを修習する。

サマタの導きによりヴィパッサナーを修習すると、その者に（解脱への）道が生じる。

彼は、その道を実行し、修習し、大きくする。

その道を実行し、修習し、大きくした者は、彼の結は解き放たれ、随眠が滅びる。
—パーリ仏典, 増支部四集,　10. 倶存経（Yuganaddhasuttaṃ）, Sri Lanka Tripitaka Project